# 3 (álbum de Alejandro Sanz)
3 es el título del cuarto álbum de estudio oficial grabado por el cantautor español Alejandro Sanz. La versión en español fue lanzada al mercado por la compañía discográfica WEA Latina el 13 de junio de 1995, siendo editadas sendas versiones en los idiomas italiano y portugués, en 1996. Contó con la producción musical de Emanuele Ruffinengo, junto a Miguel Ángel Arenas.
La interpretación especial de guitarra estuvo a cargo del músico británico Phil Palmer.

## Lista de canciones
Todas las canciones escritas y compuestas por Alejandro Sanz, excepto donde se indique. 
| Edición estándar (versión español) |                              |                                         |          |  |
| N.º                                | Título                       | Escritor(es)                            | Duración |  |
| 1.                                 | «La fuerza del corazón»      | Alejandro Sanz                          | 5:06     |  |
| 2.                                 | «Por bandera»                | Alejandro Sanz                          | 4:57     |  |
| 3.                                 | «Mi soledad y yo»            | Alejandro Sanz                          | 5:02     |  |
| 4.                                 | «Ellos son así»              | Alejandro Sanz                          | 4:43     |  |
| 5.                                 | «Quiero morir en tu veneno»  | D' Romy · Adolfo Rubio · Alejandro Sanz | 4:02     |  |
| 6.                                 | «¿Lo ves?»                   | Alejandro Sanz                          | 3:51     |  |
| 7.                                 | «Canción sin emoción»        | Alejandro Sanz                          | 4:51     |  |
| 8.                                 | «Eres mía»                   | Alejandro Sanz                          | 5:28     |  |
| 9.                                 | «Ese que me dio vida»        | Alejandro Sanz                          | 4:02     |  |
| 10.                                | «Se me olvidó todo al verte» | Alejandro Sanz                          | 4:43     |  |
| 11.                                | «¿Lo ves?» (Piano y voz)     | Alejandro Sanz                          | 3:38     |  |

© MCMXCV Warner Music Spain S.A. de C.V.

| 3: Edición 2006 (versión español) - CD |                                |          |  |
| N.º                                    | Título                         | Duración |  |
| 12.                                    | «La fuerza del corazón» (demo) |          |  |
| 13.                                    | «Canción sin emoción» (demo)   |          |  |
| 14.                                    | «Ese que me dio vida» (demo)   |          |  |

| 3: Edición 2006 (versión español) - DVD |                                      |          |  |
| N.º                                     | Título                               | Duración |  |
| 1.                                      | «La fuerza del corazón» (video)»     |          |  |
| 2.                                      | «Mi soledad y yo» (video)»           |          |  |
| 3.                                      | «¿Lo ves?» (video)»                  |          |  |
| 4.                                      | «Quiero morir en tu veneno» (video)» |          |  |
| 5.                                      | «Veleno» (video)»                    |          |  |
| 6.                                      | «A força do coração» (video)»        |          |  |
| 7.                                      | «Mi trascini via» (video)»           |          |  |
| 8.                                      | «EPK»»                               |          |  |

| 3 (Versión en italiano) |                          |          |  |
| N.º                     | Título                   | Duración |  |
| 1.                      | «Veleno»                 |          |  |
| 2.                      | «Per bandiera»           |          |  |
| 3.                      | «Mi trascini via»        |          |  |
| 4.                      | «Tutto quel che ho»      |          |  |
| 5.                      | «Se tu mi guardi»        |          |  |
| 6.                      | «Non è, per te, per me»  |          |  |
| 7.                      | «Dimentico»              |          |  |
| 8.                      | «Questa storia è finita» |          |  |
| 9.                      | «Sulla linea della vita» |          |  |
| 10.                     | «Sei mia»                |          |  |

| 3 (Versión en portugués) |                               |          |  |
| N.º                      | Título                        | Duración |  |
| 1.                       | «A força do coração»          |          |  |
| 2.                       | «Com um olhar»                |          |  |
| 3.                       | «Minha solidão e eu»          |          |  |
| 4.                       | «Se me esqueci»               |          |  |
| 5.                       | «Você era minha»              |          |  |
| 6.                       | «Quero morrer com teu veneno» |          |  |
| 7.                       | «Minha saudade é tão grande»  |          |  |
| 8.                       | «Minha primeira canção»       |          |  |
| 9.                       | «Não vês»                     |          |  |
| 10.                      | «A luz se apagou»             |          |  |

## Créditos y personal
- Producido Por: Miguel Ángel Arenas y Emanuele Ruffinengo
- Arreglos: Emanuele Ruffinengo y Alejandro Sanz
- Arreglos de Coros: Luca Jurman y Emanuele Ruffinengo
- Ingenieros de grabación: Juan Vinader y Sandro Franchin
- Ingeniero de mezcla: Juan Vinader
- Asistente de grabación: Max "Pulpo" Bacchin
- Asistente de mezcla: Mark Warner
- Grabado y mezclado en Condulmer Recording Studios, Venecia, Italia.
- Masterizado por Jack Adams
- Alejandro Sanz - Voz, Guitarra acústica
- Emanuele Ruffinengo - Piano, Teclados & Programación
- Paolo Costa - Bajo
- Lele Melotti - Batería
- Ludovico Vagnone - Guitarra eléctrica, Guitarra acústica
- Phil Palmer - Guitarra eléctrica, Guitarra acústica
- Luca Jurman, Paola Repele, Elena Roggero, Adolfo Rubio, D'Romy Ledo - Coros
- Nigel Hitchcock - Saxofón
- Stefano Cantini - Saxofón

## Ventas
| País   | Proveedor  | Certificaciones |
| Europa |            |                 |
| España | Promusicae | 8x Platino      |

### Anuales
| País   | Asociación | Lista          | Posición anual | Ref.  |
| España | Promusicae | Top 50 Álbumes | 1995: 6        | [ 2 ] |